# Khabarovsk
Khabarovsk (phiên âm tiếng Việt: Kha-ba-rốp; tiếng Nga: Хаба́ровск, phát âm tiếng Nga: [xɐˈbarəfsk]) là thành phố lớn nhất, trung tâm hành chính của vùng Khabarovsk, Nga. Thành phố này có cự ly 30 km so với biên giới của Trung Quốc. Đây là thành phố lớn thứ nhì tại Viễn Đông Nga, sau Vladivostok. Thành phố đã trở thành trung tâm hành chính của Vùng liên bang Viễn Đông của Nga vào năm 2002. Dân số theo điều tra năm 2002 là 583.072 người, năm 1989 là 600.623 người và năm 2009 là 578.600 người.
Thành phố tọa lạc tại hợp lưu của sông Amur và sông Ussuri, khoảng 800 km về phía bắc Vladivostok và có kết nối với đường sắt xuyên Sibir. Thành phố này cách Moskva 8523 km tính theo khoảng cách đường sắt.
Thành phố có Sân bay quốc tế Novy.

## Khí hậu
Nakhodka có khí hậu lục địa ẩm (phân loại khí hậu Köppen Dwb).
| Dữ liệu khí hậu của Khabarovsk          | Dữ liệu khí hậu của Khabarovsk | Dữ liệu khí hậu của Khabarovsk | Dữ liệu khí hậu của Khabarovsk | Dữ liệu khí hậu của Khabarovsk | Dữ liệu khí hậu của Khabarovsk | Dữ liệu khí hậu của Khabarovsk | Dữ liệu khí hậu của Khabarovsk | Dữ liệu khí hậu của Khabarovsk | Dữ liệu khí hậu của Khabarovsk | Dữ liệu khí hậu của Khabarovsk | Dữ liệu khí hậu của Khabarovsk | Dữ liệu khí hậu của Khabarovsk | Dữ liệu khí hậu của Khabarovsk |
| Tháng                                   | 1                              | 2                              | 3                              | 4                              | 5                              | 6                              | 7                              | 8                              | 9                              | 10                             | 11                             | 12                             | Năm                            |
| --------------------------------------- | ------------------------------ | ------------------------------ | ------------------------------ | ------------------------------ | ------------------------------ | ------------------------------ | ------------------------------ | ------------------------------ | ------------------------------ | ------------------------------ | ------------------------------ | ------------------------------ | ------------------------------ |
| Cao kỉ lục °C (°F)                      | 0.6 (33.1)                     | 6.3 (43.3)                     | 17.0 (62.6)                    | 28.6 (83.5)                    | 31.5 (88.7)                    | 36.4 (97.5)                    | 35.7 (96.3)                    | 35.6 (96.1)                    | 29.8 (85.6)                    | 25.8 (78.4)                    | 15.5 (59.9)                    | 6.6 (43.9)                     | 36.4 (97.5)                    |
| Trung bình ngày tối đa °C (°F)          | −15.7 (3.7)                    | −10.7 (12.7)                   | −1.5 (29.3)                    | 10.4 (50.7)                    | 18.6 (65.5)                    | 23.9 (75.0)                    | 26.6 (79.9)                    | 24.8 (76.6)                    | 19.1 (66.4)                    | 10.0 (50.0)                    | −3.1 (26.4)                    | −13.5 (7.7)                    | 7.4 (45.3)                     |
| Trung bình ngày °C (°F)                 | −19.8 (−3.6)                   | −15.4 (4.3)                    | −6.4 (20.5)                    | 4.8 (40.6)                     | 12.4 (54.3)                    | 18.1 (64.6)                    | 21.3 (70.3)                    | 19.9 (67.8)                    | 13.7 (56.7)                    | 5.1 (41.2)                     | −7.2 (19.0)                    | −17.3 (0.9)                    | 2.4 (36.3)                     |
| Tối thiểu trung bình ngày °C (°F)       | −23.5 (−10.3)                  | −19.7 (−3.5)                   | −11.0 (12.2)                   | 0.1 (32.2)                     | 7.1 (44.8)                     | 13.0 (55.4)                    | 16.8 (62.2)                    | 15.9 (60.6)                    | 9.2 (48.6)                     | 1.0 (33.8)                     | −10.6 (12.9)                   | −20.6 (−5.1)                   | −1.9 (28.6)                    |
| Thấp kỉ lục °C (°F)                     | −40.0 (−40.0)                  | −35.1 (−31.2)                  | −28.9 (−20.0)                  | −15.1 (4.8)                    | −3.1 (26.4)                    | 2.2 (36.0)                     | 6.8 (44.2)                     | 4.9 (40.8)                     | −3.3 (26.1)                    | −15.6 (3.9)                    | −27.4 (−17.3)                  | −36.7 (−34.1)                  | −40.0 (−40.0)                  |
| Lượng Giáng thủy trung bình mm (inches) | 14 (0.6)                       | 11 (0.4)                       | 22 (0.9)                       | 44 (1.7)                       | 61 (2.4)                       | 72 (2.8)                       | 133 (5.2)                      | 153 (6.0)                      | 79 (3.1)                       | 50 (2.0)                       | 26 (1.0)                       | 17 (0.7)                       | 682 (26.9)                     |
| Số ngày mưa trung bình                  | 0                              | 0                              | 1                              | 10                             | 16                             | 15                             | 15                             | 17                             | 15                             | 11                             | 2                              | 0                              | 102                            |
| Số ngày tuyết rơi trung bình            | 14                             | 11                             | 11                             | 6                              | 1                              | 0                              | 0                              | 0                              | 0.1                            | 4                              | 12                             | 14                             | 73                             |
| Độ ẩm tương đối trung bình (%)          | 75                             | 72                             | 68                             | 63                             | 65                             | 74                             | 79                             | 83                             | 78                             | 67                             | 69                             | 73                             | 72                             |
| Số giờ nắng trung bình tháng            | 147                            | 181                            | 231                            | 213                            | 242                            | 262                            | 248                            | 217                            | 212                            | 189                            | 159                            | 145                            | 2.446                          |
| Nguồn 1: Pogoda.ru.net                  |                                |                                |                                |                                |                                |                                |                                |                                |                                |                                |                                |                                |                                |
| Nguồn 2: NOAA                           |                                |                                |                                |                                |                                |                                |                                |                                |                                |                                |                                |                                |                                |

## Thành phố kết nghĩa
- Niigata, Nhật Bản (1965)
- Portland, Hoa Kỳ (1988)
- Victoria, Canada (1990)
- Cáp Nhĩ Tân, Trung Quốc (1993)
- Bucheon, Hàn Quốc (2002)

## Hình ảnh

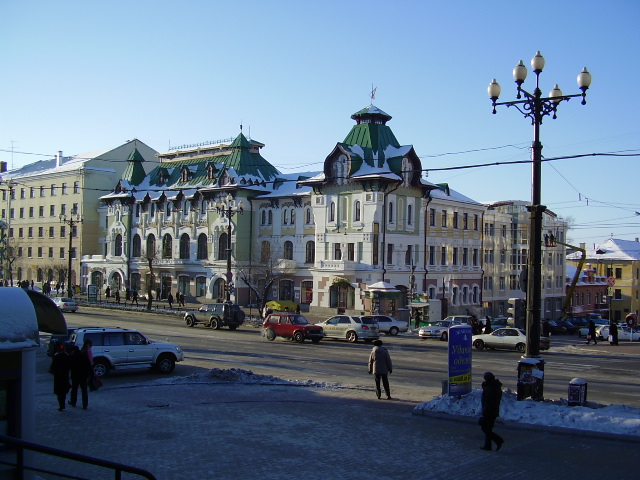
Trụ sở chính quyền cũ của Khabarovsk
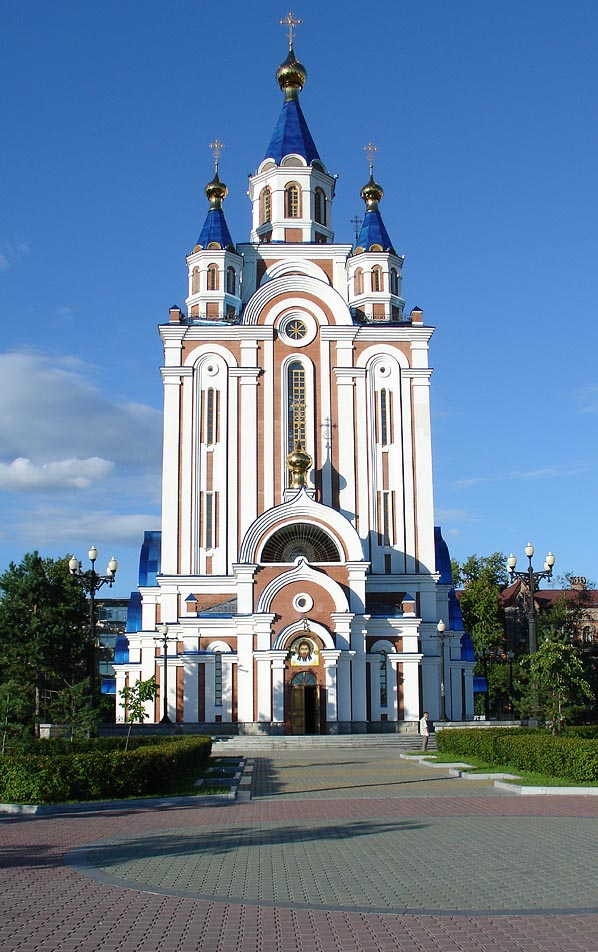
Đại giáo đường Chính thống giáo Nga
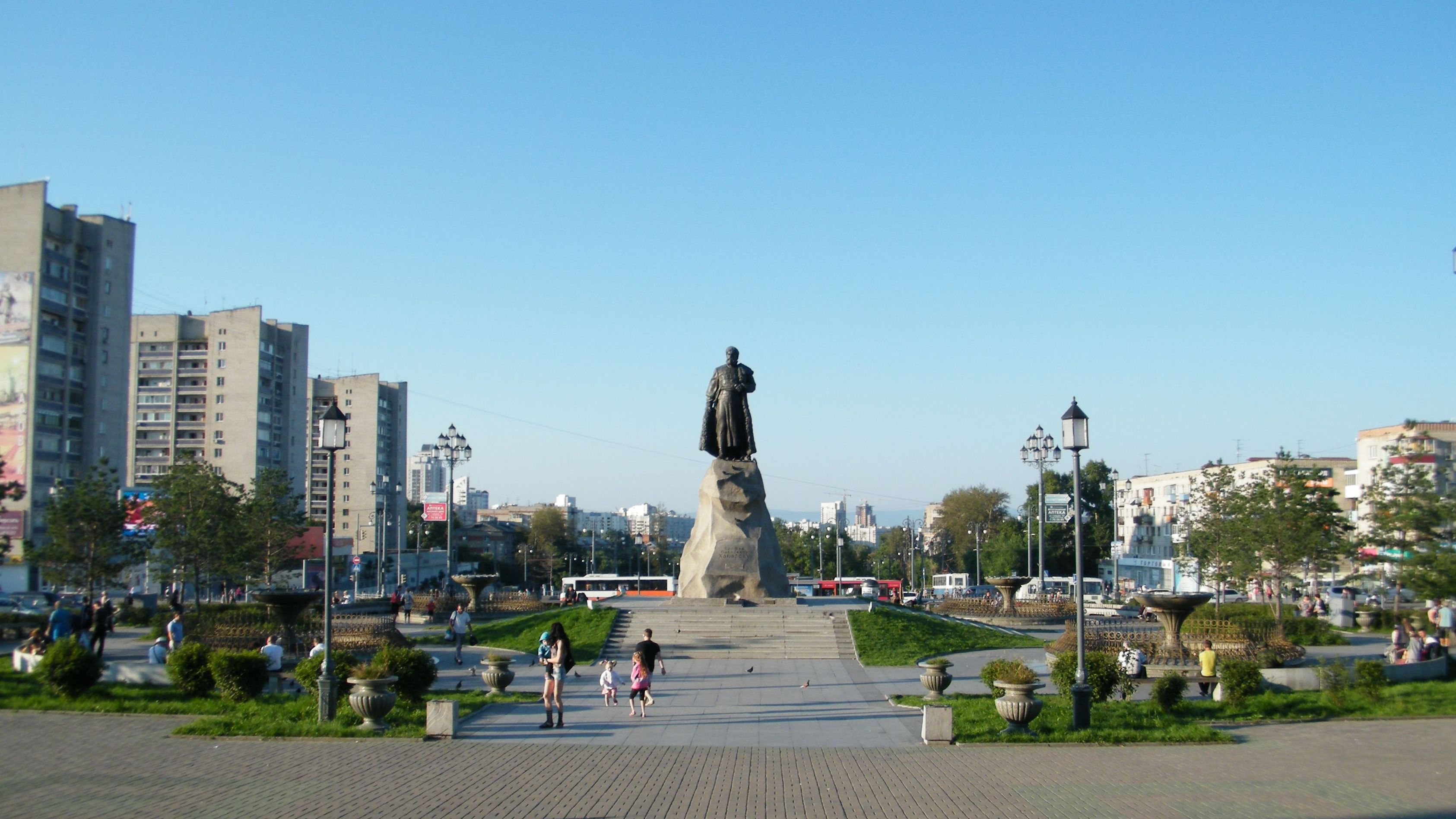
Đài tưởng niệm Yerofey Khabarov
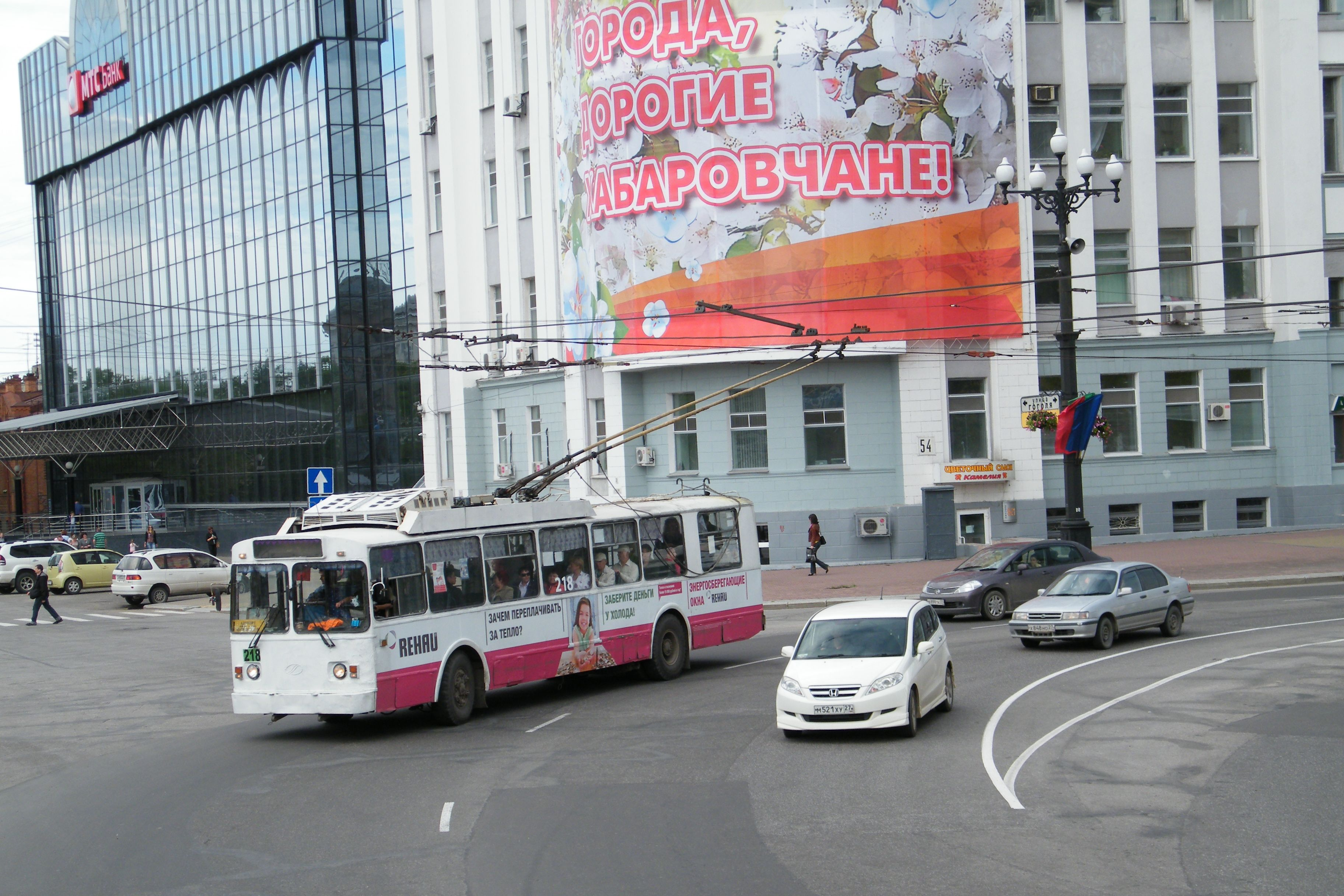
Xe điện bánh hơi gần quảng trường Lenin